# شهرستان ووجی
شهرستان ووجی (به لاتین: Wuji County) یک شهرستان‌های جمهوری خلق چین در چین است که در شیجیاژوانگ واقع شده‌است.
 شهرستان ووجی ۵۲۴ کیلومتر مربع مساحت و ۴۸۲٬۷۹۹ نفر جمعیت دارد.